# Chinteni
Chinteni (in ungherese Kajántó) è un comune della Romania di 2926 abitanti ubicato nel distretto di Cluj, nella regione storica della Transilvania.
Il comune è formato dall'unione di 8 villaggi: Chinteni, Deușu, Feiurdeni, Măcicașu, Pădureni, Săliștea Veche, Sânmărtin, Vechea.
Dal 2008 è parte integrante della Zona metropolitana di Cluj Napoca.

## Storia
In epoca medioevale era un villaggio prevalentemente di etnia ungherese appartenente alla parrocchia di Mănăştur-Cluj in ungherese Kolozsmonostor. Successivamente passò all'ordine dei Gesuiti di Cluj e infine al latifondo di Gilău.
Qui nacque nel 1791 l'autore degli Inni nazionali del Uruguay e del Paraguay Debály Ferenc József, in spagnolo Francisco José Debali.

## Società

### Evoluzione demografica
In base al censimento del 2002 risultano 2 786 abitanti. L'evoluzione della popolazione nel tempo e in base all'etnia è la seguente:

## Infrastrutture e trasporti
Il centro del comune è collegato con autobus della RATUC a Cluj Napoca (linea 39) e con autobus interurbani della Fany in partenza dalla Autogară (in italiano: stazione dei bus)

## Mete turistiche
- Chiesa Cattolica Romana di Chinteni (1796)
- Chiesa in legno dedicata all'Assunzione di Maria (Adormirea Maicii Domnului) nel villaggio di Vechea (1726)
- Chiesa in legno dedicata a S. Pietro a Salistea Vechea (fine XV secolo)